# Calophyllum tetrapterum
Calophyllum tetrapterum är en tvåhjärtbladig växtart som beskrevs av Friedrich Anton Wilhelm Miquel. Calophyllum tetrapterum ingår i släktet Calophyllum och familjen Calophyllaceae.

## Underarter
Arten delas in i följande underarter:
- C. t. blumutense
- C. t. obovale